# Maritiem Museum Rotterdam

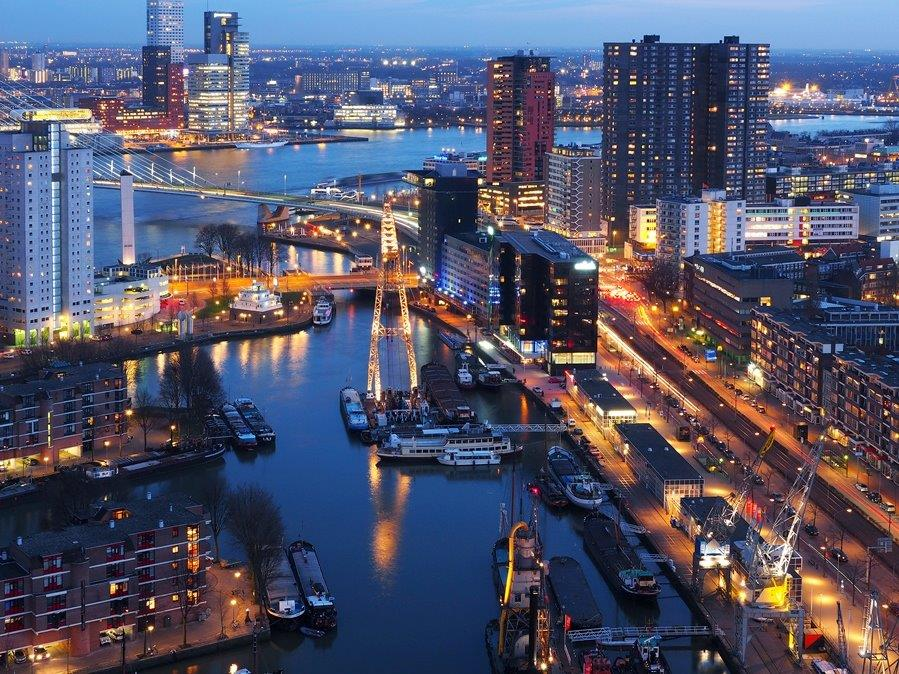
Museumhaven in het Maritiem District

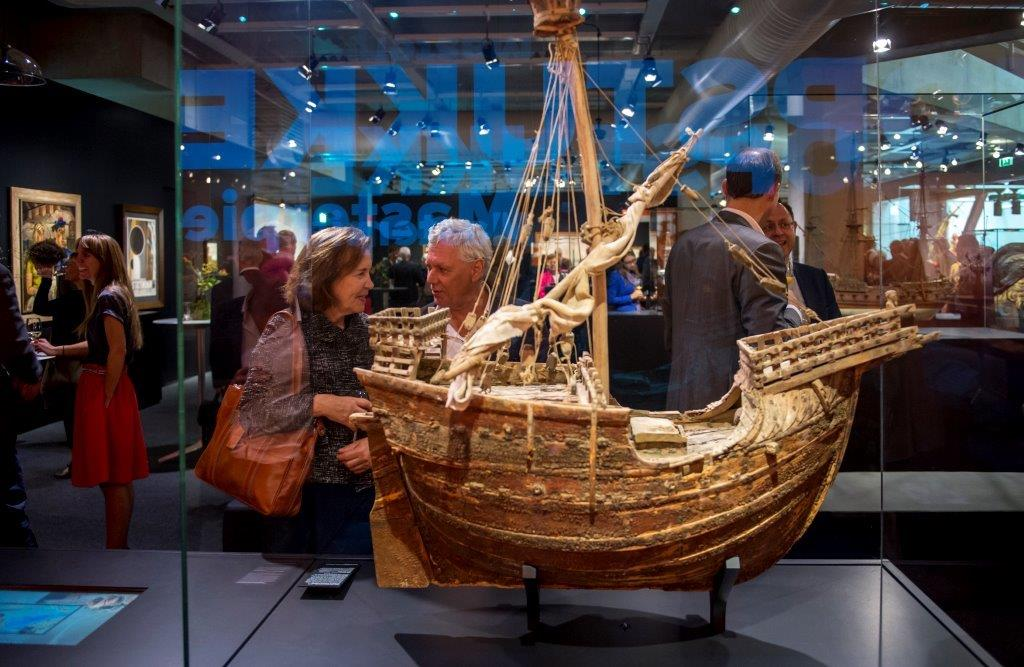
Mataró-Model

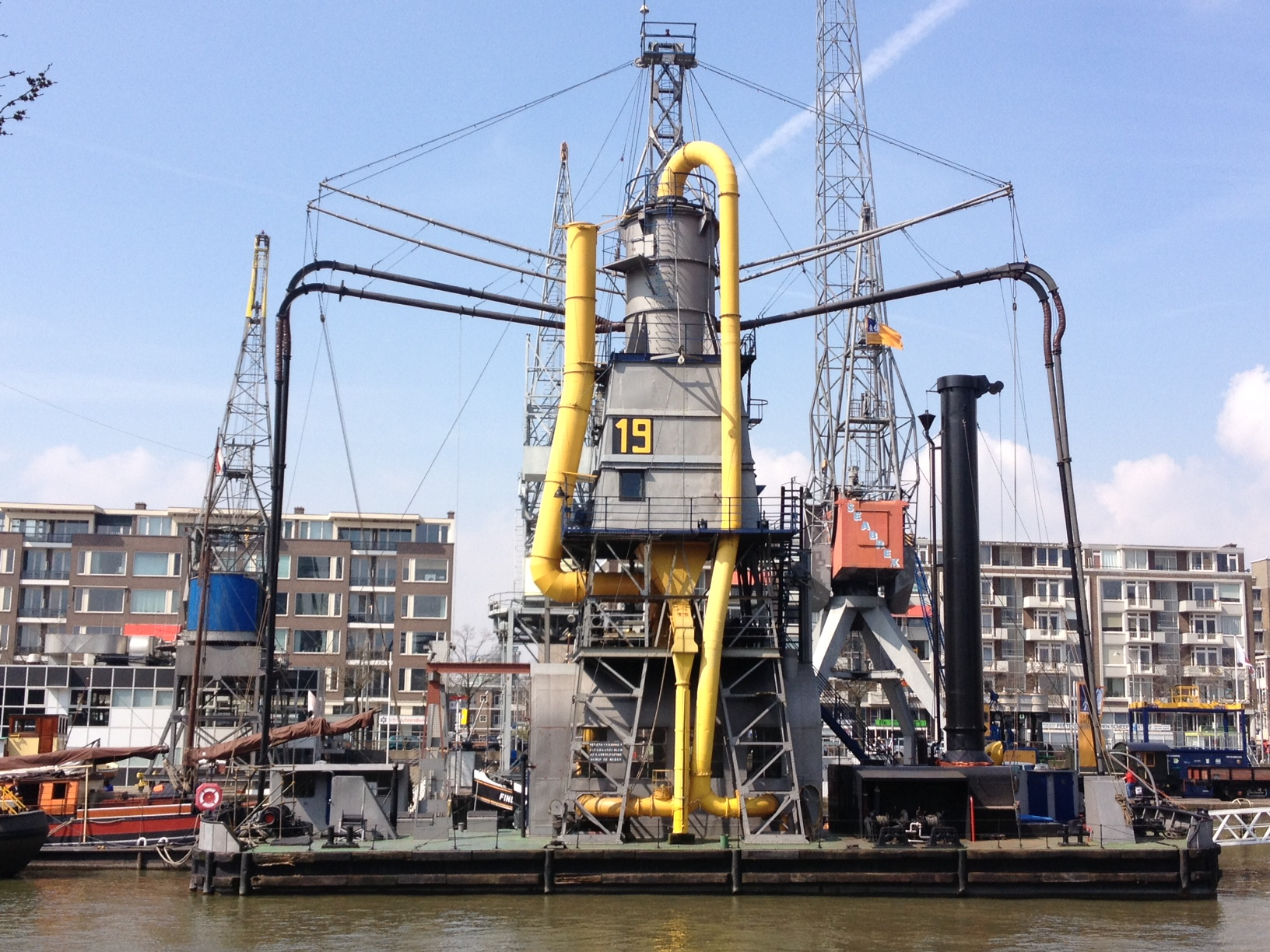
Stadsgraanzuiger 19

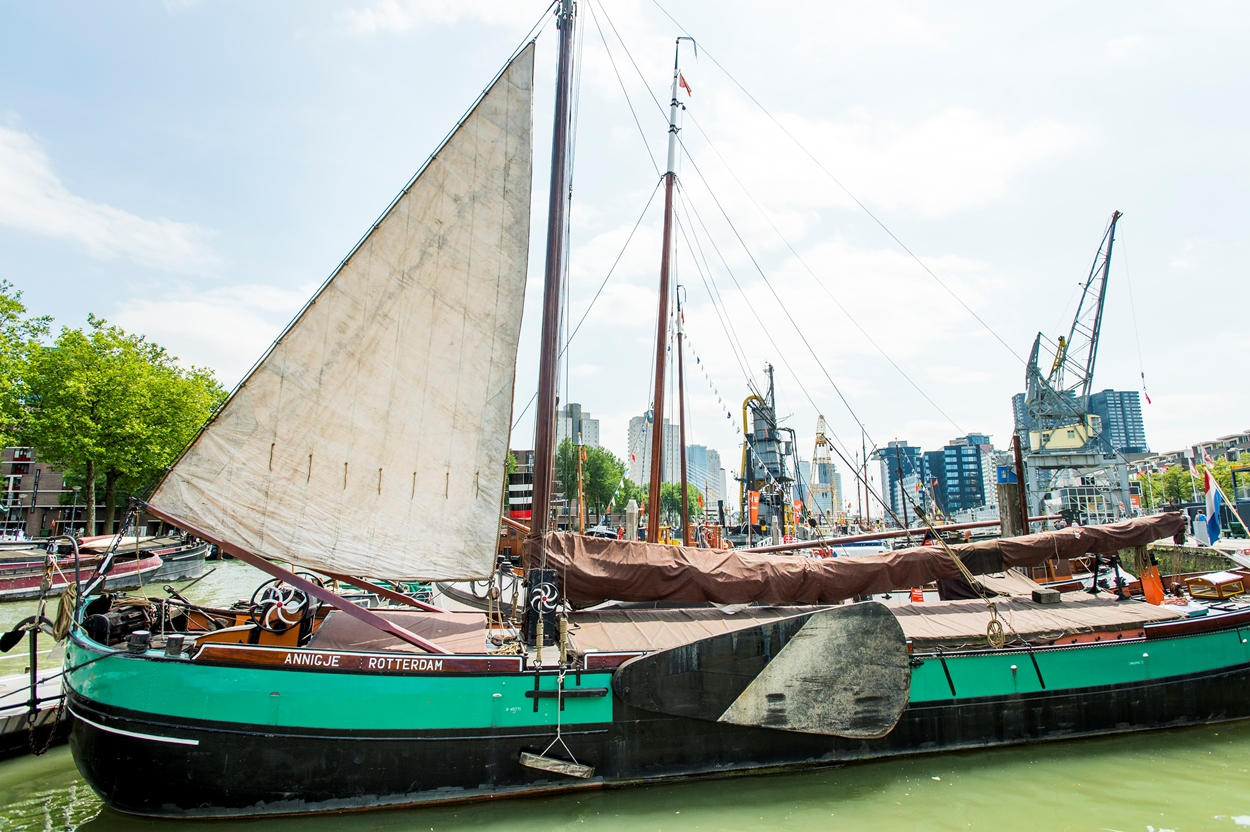
Hasselter Aak Annigje

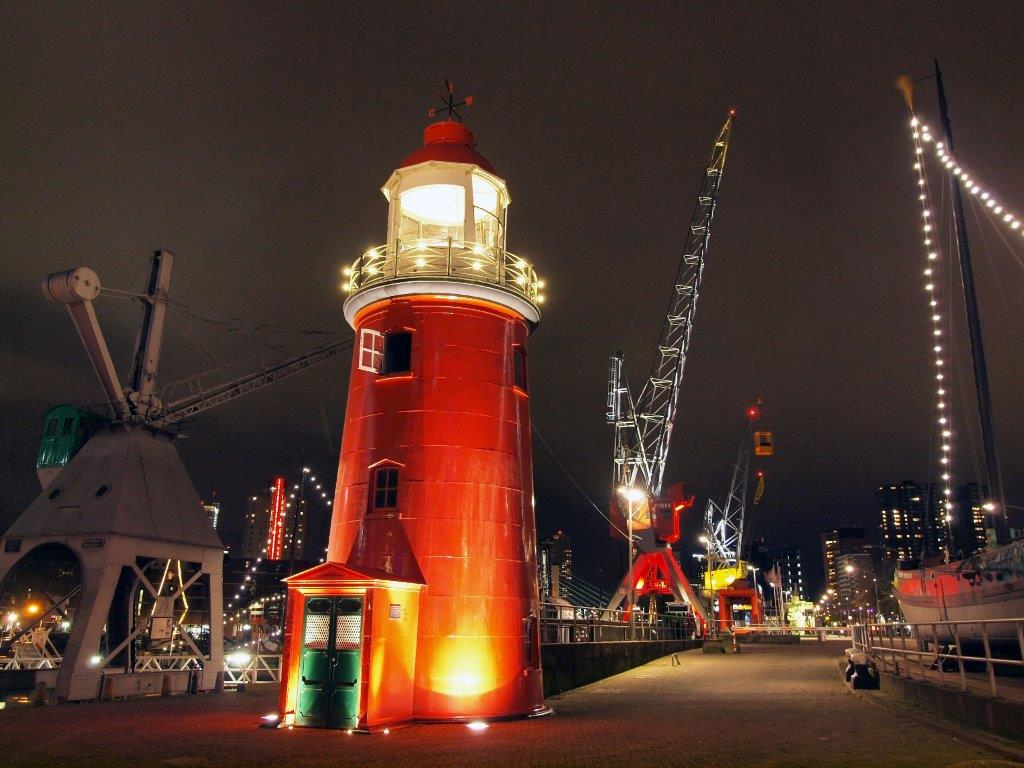
Maritiem Museum Rotterdam - "Het Lage Licht" in de Museumhaven

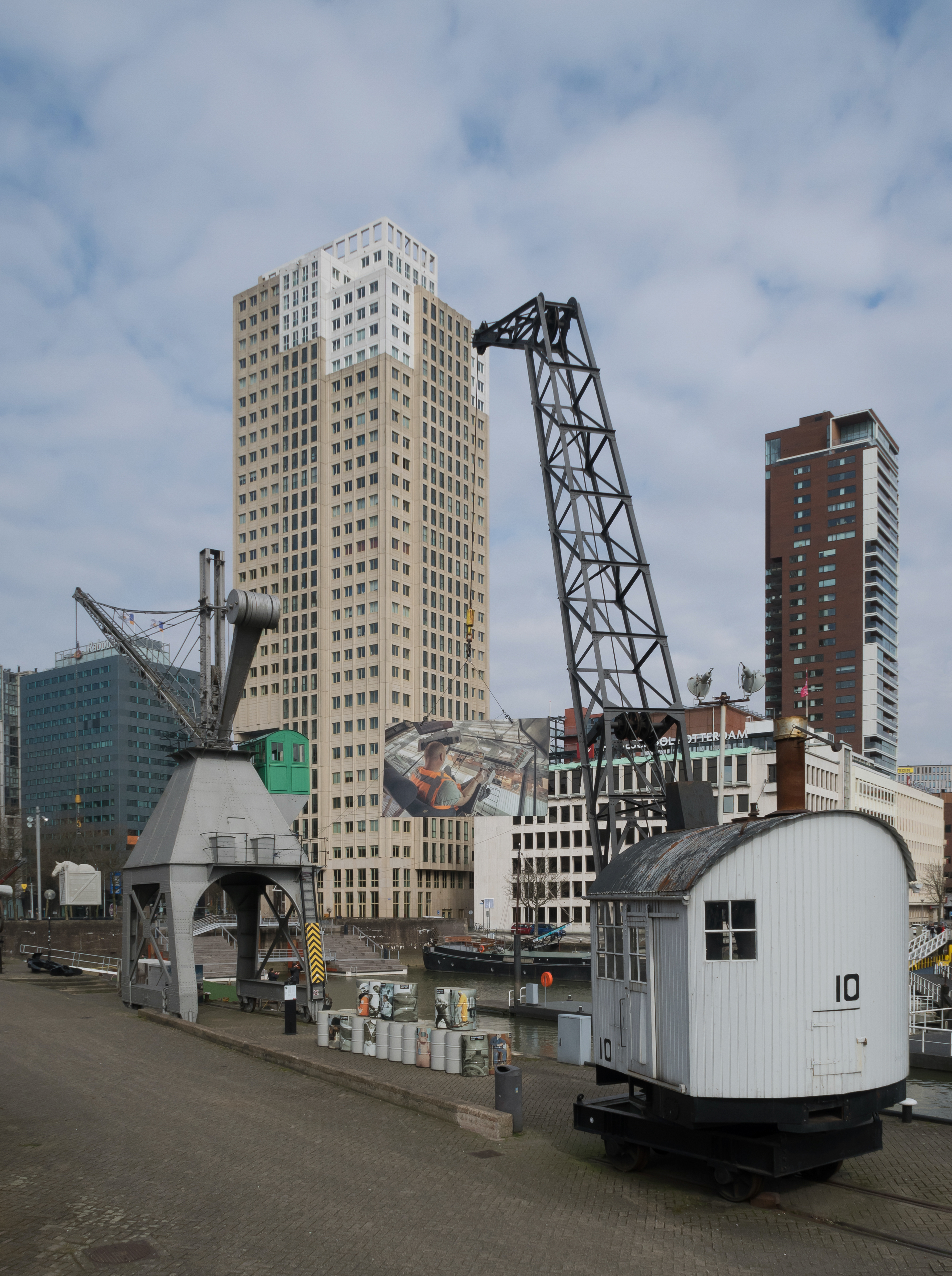
Havenkraan

Het Maritiem Museum Rotterdam is een scheepvaart- en havenmuseum in het centrum van de Zuid-Hollandse stad Rotterdam. Eerder was het museum bekend onder de naam Maritiem Museum Prins Hendrik.
Het Maritiem Museum is sinds september 2014 gefuseerd met het naastgelegen Havenmuseum. In de Maritiem Museum Haven ligt een grote collectie historische schepen en overslagmiddelen.

## Geschiedenis
Het museum is gesticht in 1874 rond de collectie van scheepsmodellen van de Koninklijke Nederlandsche Yachtclub, waarvan Prins Hendrik, bekend als de Nederlandse Hendrik de Zeevaarder (1820-1879), voorzitter was. Prins Hendrik, de broer van koning Willem III, was een groot voorvechter van Nederland als maritieme natie en werd daarom ‘De zeevaarder’ genoemd. De basis van de modellencollectie is in 1852 gelegd. Na opheffing van de Yachtclub in 1882 werd in 1885 de gemeente Rotterdam eigenaar van de collectie.
Het museum was tot 1948 gehuisvest in het vroegere clubgebouw van de Koninklijke Nederlandsche Yachtclub. In dit gebouw was ook het Museum voor land- en volkenkunde, nu het Wereldmuseum Rotterdam, gevestigd. Van 1948 tot 1979 bevond het Maritiem Museum Prins Hendrik zich aan het Burgemeester s’Jacobplein. Dit pand werd later afgebroken vanwege de aanleg van de metrolijn A en het ondergrondse metrostation Dijkzigt. Vanaf 1979 vond het museum onderdak in een kantoorpand aan de Scheepmakershaven, totdat het in 1986 het nieuwe en huidige gebouw aan de Leuvehaven betrekt.
Op 1 januari 2006 is het museum verzelfstandigd, tot dat moment was het een gemeentemuseum. In 2014 fuseerde het museum met het naastgelegen Havenmuseum.

## Het gebouw
Sinds 1986 is het museum gevestigd aan de Leuvehaven, een van de oudste havens van Rotterdam. Aan het eind van de Coolsingel, op de hoek van het Churchillplein en naast Plein 1940, vormt het museumgebouw de verbinding tussen het stadscentrum en de haven. Het is een ontwerp van architect Wim Quist en wordt gekenmerkt door zijn eenvoudige hoofdvorm, de gelijkbenige driehoek en zijn duidelijk zichtbare constructies. In het ontwerp zijn diverse verwijzingen naar de scheepsbouw opgenomen, zoals stalen trappen en hekwerken, gangways (loopplanken) en hijskranen. Aan de Leuvehavenzijde is een lager vierkant bouwdeel asymmetrisch ingeschoven. In 2004 is het museum uitgebreid met een tweede kubusvormig bouwvolume. De uitbreiding is geheel in stijl met het oude gebouw ontworpen door Frank Wintermans, de opvolger van Quist .
Achter het museum is de Maritiem Museum Haven, de grootste museumhaven van Nederland, met unieke historische schepen en kranen die bezocht kunnen worden. De Leuvehaven ondergaat de komende jaren een metamorfose. Aan de waterkant hebben drie oude paviljoens plaats gemaakt voor een nieuw gebouw: het Leuvepaviljoen. Dit paviljoen biedt vanaf zomer 2021 plaats aan twee publiek toegankelijke werkplaatsen van het Maritiem Museum. Hier zien bezoekers hoe de historische museumvloot wordt onderhouden. Ook biedt het onderdak aan het haveninformatiepunt Port Pavilion van het Havenbedrijf, waar bezoekers kennis kunnen maken met de haven van nu en alles wat er te beleven valt en twee horecagelegenheden. De buitenruimte wordt ook gedeeltelijk vernieuwd en vergroend.

## De collectie
De basis van de collectie van het Maritiem Museum Rotterdam werd in 1852 gelegd door Prins Hendrik (1820-1879) en telt nu ruim 850.000 objecten uit zes eeuwen maritieme geschiedenis. De collectie is van wereldfaam en illustreert de Nederlandse maritieme geschiedenis van de prehistorische boomstamkano tot de hightech offshore-wereld van vandaag en toont daarmee de invloed op ons dagelijks leven.

### Exposities
In het Maritiem Museum Rotterdam zijn diverse tentoonstellingen te bezoeken die gericht zijn op drie generaties: kinderen van 4 tot 12 jaar, hun ouders en grootouders. De tentoonstellingen laten bezoekers ontdekken hoe groot de invloed van de scheepvaart is op hun dagelijks leven. Naast wisselende exposities zijn er ook permanente presentaties, zoals de 'Offshore Experience' waar bezoekers zich aan boord van een boorplatform wanen, ‘Professor Plons’, de vierde versie van een kinder-doe-expo waarin kinderen van 4 tot 10 jaar spelenderwijs kennismaken met de maritieme wereld. De eerste versie van Professor Plons dateert uit 1991. De tentoonstelling werd in 2012 goedgekeurd door de Speeltuinbende van de Nederlandse Vereniging voor het Gehandicapte kind.

### Topstukken
Topstukken uit de collectie zijn het Mataró-model als het oudste scheepsmodel van Europa, gedateerd omstreeks 1425 en het Itinerario van Jan Huygen van Linschoten als een van de belangrijkste reisverslagen ter wereld waarin hij alle geheimen van de Portugezen openbaar maakte, de WikiLeaks van de zestiende eeuw. De 'Atlas van de Wereld', de wereldkaart van Gerard Mercator uit 1569. De penschilderijen van Willem van de Velde de Oude (ca. 1611 – 1693), zeekaarten van meestercartograaf Joan Blaeu (1598/99 – 1673) uit de Corpus Christi Collectie, een verzameling VOC-kaarten die driehonderd jaar lang verborgen lag in Engeland en door een miljoenenaankoop in 2006 in het Maritiem Museum gekomen is.

### Museumbibliotheek
De bibliotheek van het Maritiem Museum is de oudste en meest omvattende collectie op maritiem gebied in Nederland. De bibliotheek bestaat sinds 1857. Behalve internationale literatuur over scheepvaart, scheepsbouw, haven en offshore beheert de museumbibliotheek een aantal omvangrijke boeken- en tijdschriftencollecties, waaronder de collectie oude drukken van de Rotterdamse verzamelaar dr. Willem Anton Engelbrecht (1874 – 1965) en de collectie van scheepvaartjournalist Barend Maaskant. Daarnaast bezit de bibliotheek een van omvangrijkste collecties scheepsregisters van Nederland.

## Buitencollectie
Sinds de fusie van het Havenmuseum en het Maritiem Museum Rotterdam beheert het museum ook een unieke collectie historische schepen en kranen, die in werkende staat wordt gehouden. In de museumhaven liggen diverse stoomslepers zoals de Dockyard V en de Volharding 1. Ook ligt er de Stadsgraanzuiger 19, de enige nog werkende graanelevator ter wereld, een drijvende stoombok, en verschillende historische binnenschepen, zoals de Hasselter aak Annigje.
Dit schip is meer dan honderd jaar oud, authentiek ingericht en een van de eerste historische schepen die werd gerestaureerd volgens museale normen. De ‘Annigje’ is een van de varende topstukken van het Maritiem Museum.
Bezoekers kunnen op de meeste museumschepen aan boord en binnen een kijkje nemen. In de zomermaanden organiseert het museum er vaartochten mee. Ook de enige nog bestaande Rijnstoomsleper Pieter Boele, die Dordrecht als ligplaats heeft, behoort tot de collectie van het Maritiem Museum Rotterdam.
Tot 2013 lag hier het museumschip Buffel. Het schip maakte destijds als enige in de haven deel uit van de collectie van het Maritiem Museum. Het ligt nu in Hellevoetsluis.

### Havenkranen en vuurtoren

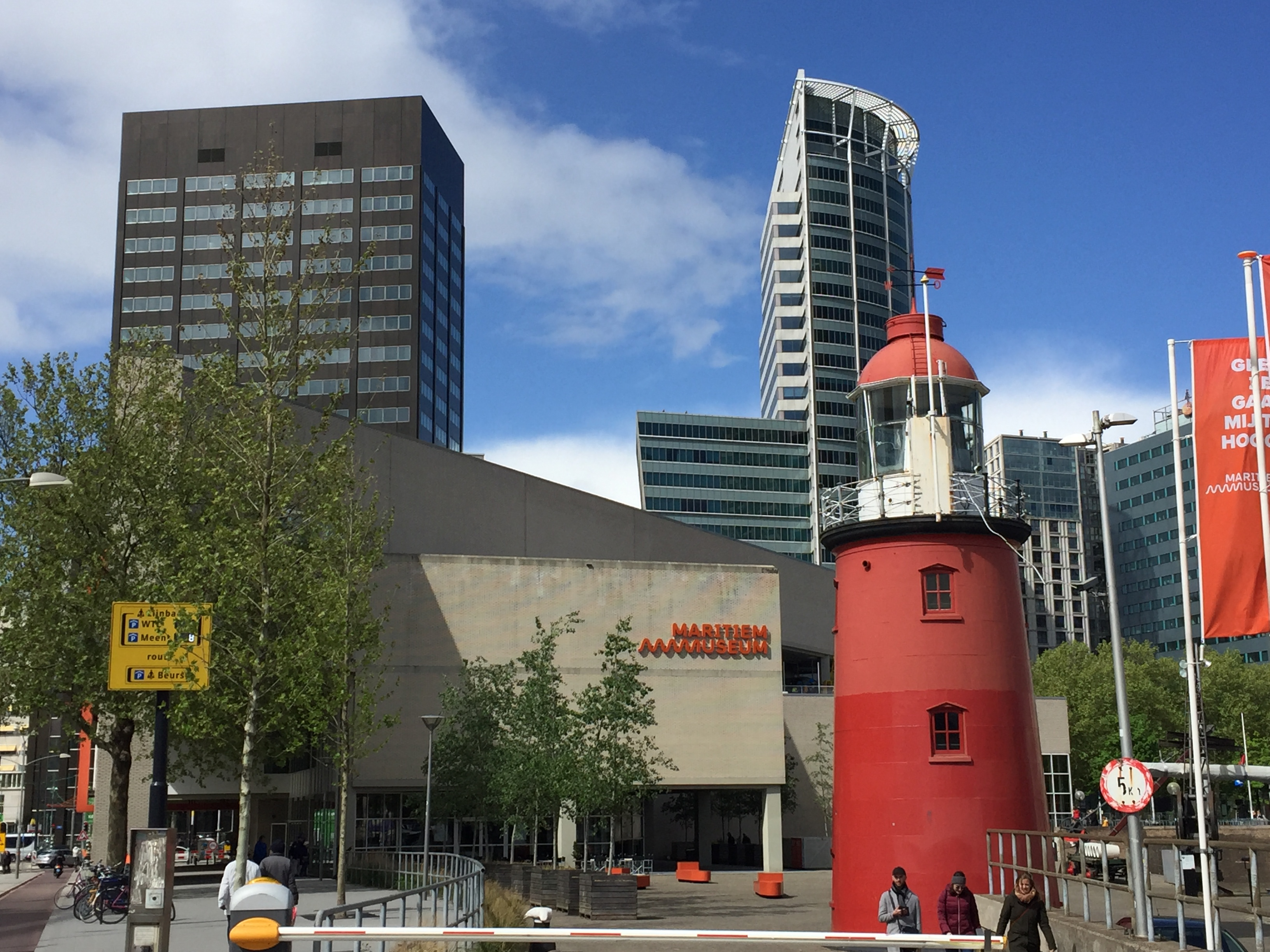
Lage licht

Op de kade staat een collectie havenkranen, die door vrijwilligers is gerestaureerd. De kranen werden gebruikt bij de overslag van stukgoed in de Rotterdamse haven.
Opvallend is de vuurtoren aan de Schiedamsedijk. Dit is het lage licht, dat samen met het hoge licht na de aanleg van de Nieuwe Waterweg (1866-1869) in Hoek van Holland werd geplaatst. Wanneer de lichten van het hoge en het lage licht in één lichtlijn boven elkaar te zien waren, wist de kapitein zeker dat hij door de diepste vaargeul voer. In 1977 is het lage licht naar Rotterdam verplaatst.

### Koningspoort

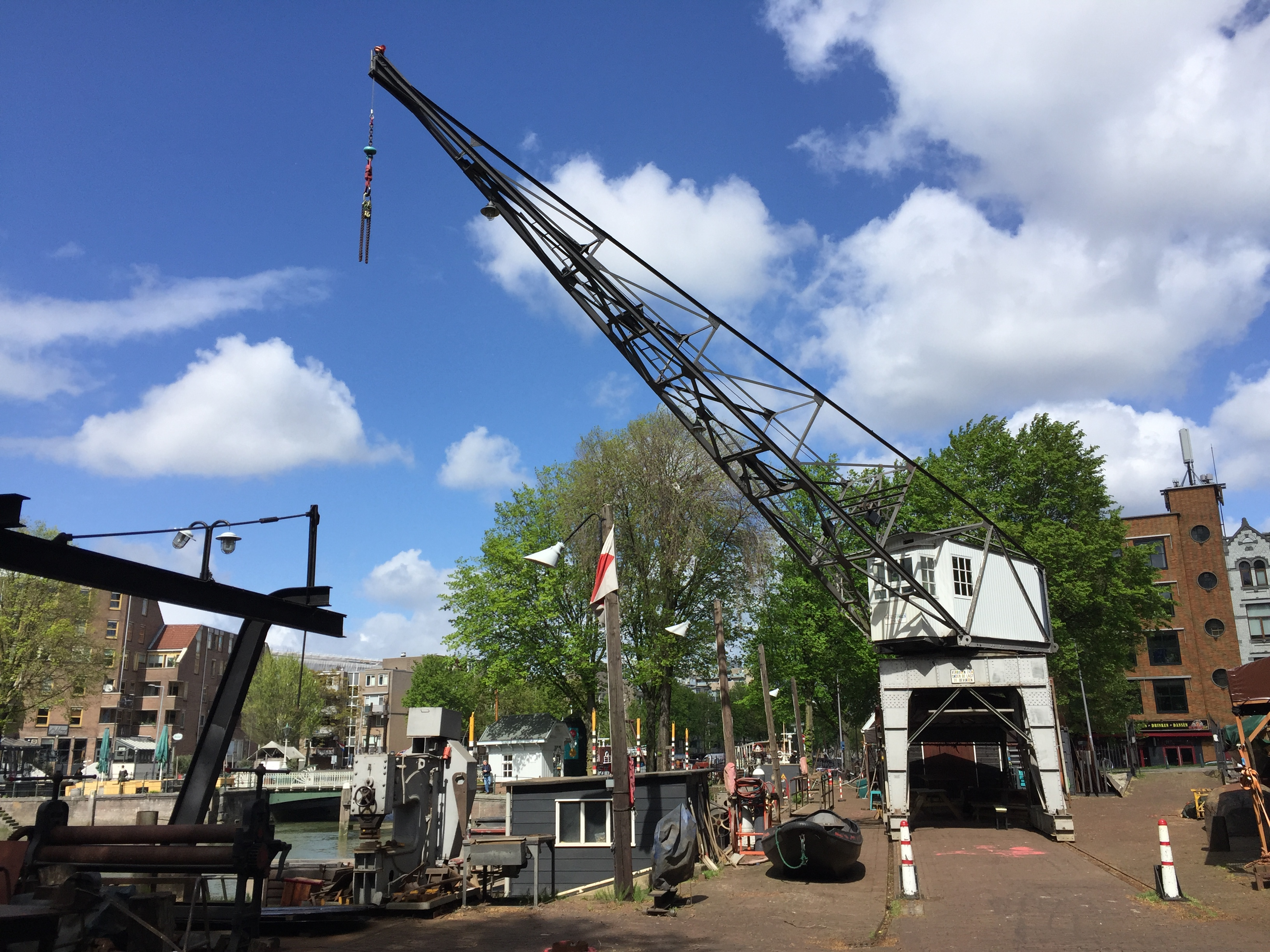
Scheepshelling Koningspoort

Aan zuidzijde van de Oude Haven ligt de historische scheepshelling Koningspoort. Scheepseigenaren kunnen zelfstandig of met behulp van professionele scheepsrestaurateurs op deze werf hun historische schepen onderhouden of repareren. De historische werf is voorzien van eigentijdse techniek. Tot de fusie in 2014 behoorde deze scheepswerf tot het Havenmuseum. Het lukte niet om van de verlieslijdende werf een succes te maken. Op 1 mei 2017 gaf het Maritiem Museum de sleutel van de Koningspoort daarom terug aan de gemeente Rotterdam.

## Onderscheidingen
- 2018 - VriendenLoterij Museumprijs